# لياندرو بادوفاني (لاعب كرة قدم)
لياندرو بادوفانی سلین (بالإنجليزية: Leandro Padovani)‏، (مواليد 21 ديسمبر 1983) هو مدافع كرة قدم برازيلي متقاعد، أعتزل اللعب بسبب أصابته بالشلل من الخصر إلى أسفل.

## روابط خارجية
- لياندرو بادوفاني على موقع قاعدة بيانات كرة القدم.إي يو (الإنجليزية)
- لياندرو بادوفاني على موقع Soccerway.com (الإنجليزية)